# Boophis baetkei
Boophis baetkei Köhler, Glaw & Vences, 2008 è una rana della famiglia Mantellidae, endemica del Madagascar.

## Distribuzione e habitat
Questa specie, scoperta nel 2008, è nota solo all'interno del Parco nazionale della Montagna d'Ambra, nel Madagascar settentrionale (provincia di Antsiranana).

## Conservazione
Per la ristrettezza del suo areale la specie è classificata dalla IUCN Red List come specie in pericolo critico di estinzione (Critically Endangered).